# Asher Axe
Asher Axe est un enfant acteur américain, né le 14 juin 1995 à Lake Havasu City, connu pour son rôle de David Clay dans L'Échange de Clint Eastwood, en 2008.

## Filmographie
- 2006 : Esprits criminels - Saison 2 : Jeffrey
- 2007 : Say It in Russian (en) de Jeff Celentano (en) : Nikki
- 2008 : L'Échange de Clint Eastwood : David Clay
- 2010 : Night and Day (TV) de Milan Cheylov : Jackson Hollister

## liens externes
- Ressources relatives à l'audiovisuel :   - Allociné
  - IMDb